# Slim Gaillard
Slim Gaillard (Detroit, Míchigan, Estados Unidos, 4 de enero de 1916 - Londres, 26 de febrero de 1991), de nombre real Bulee Gaillard y también conocido como McVouty, fue un pianista y guitarrista y compositor de jazz estadounidense, especialmente conocido por su capacidad improvisatoria y sus juegos de palabras, propios de la música scat. Algunas fuentes mencionan su lugar de nacimiento en Santa Clara (Cuba) o Pensacola (Florida), Estados Unidos. Creció en Detroit y se trasladó a Nueva York en los años 1930.
Gaillard se hizo conocido por primera vez a fines de los años 30 gracias a su participación en Slim & Slam, un acto novedoso de jazz ejecutado junto al bajista Slam Stewart. Sus éxitos incluyeron "Flat Foot Floogie (with a Floy Floy)", "Cement Mixer (Puti Puti)" y "The Groove Juice Special (Opera in Vout)". Vout era el término utilizado por Gaillard para su popular jerga. Este dúo participó en la película de 1941 Hellzapoppin.